# Pottscheid

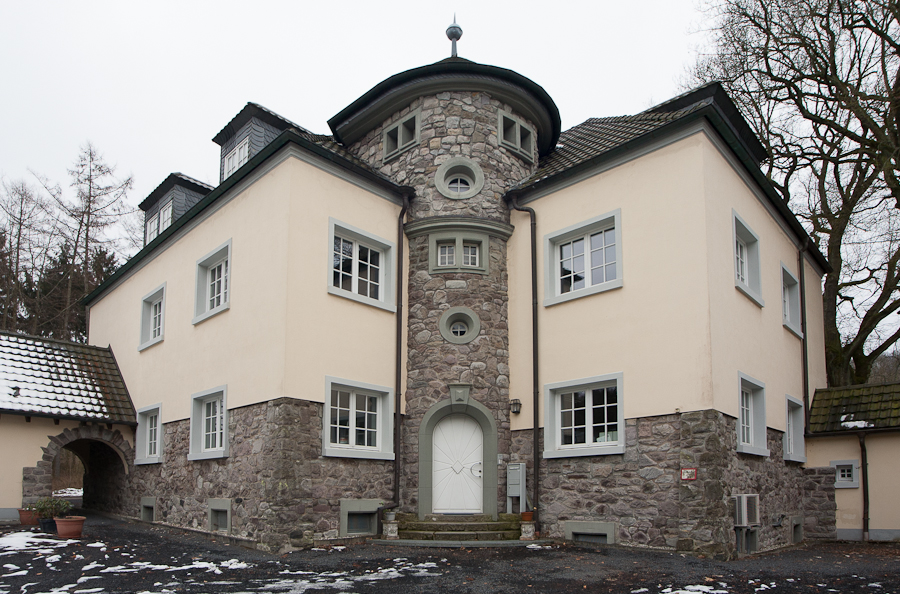
Gut Pottscheid (2013)

Pottscheid (auch Pottscheidt) ist ein Gutshof in Königswinter, einer Stadt im nordrhein-westfälischen Rhein-Sieg-Kreis, der in seiner heutigen Form Ende des 19. Jahrhunderts entstand. Er steht als Beispiel für die Hofarchitektur der 1920er-Jahre, in denen der Gebäudekomplex wesentliche Veränderungen erfuhr, als Baudenkmal unter Denkmalschutz.

## Lage
Das Gut Pottscheid liegt gut einen Kilometer östlich des Stadtzentrums von Königswinter auf gut 145 m ü. NHN, südlich oberhalb der Landesstraße 331 (Königswinter–Ittenbach) im bewaldeten Tal zwischen Petersberg und Hirschberg. Auf der gegenüberliegenden Straßenseite befindet sich der Wintermühlenhof.

## Geschichte
Die Ursprünge des Gutes liegen in einem Hofgut „Kackenest“, das bis ins Mittelalter zurückreichen soll und zunächst zur Abtei Altenberg gehörte. 1402 ging es in den Besitz des Klosters Heisterbach über. Vermutlich im Dreißigjährigen Krieg wurde das Gut zerstört und anschließend Teil des nahegelegenen Wintermühlenhofs. 1885 war der Wohnplatz Pottscheid unbewohnt, 1905 zählte er 22 Einwohner. Die heutige Hofanlage entstand im Kern als dreiflügeliger Komplex Ende des 19. Jahrhunderts, 1923 wurde er durch eine Überformung und Erweiterung umfassend verändert. Seit 1998 ist Gut Pottscheid Sitz des Heel Verlags. Es ist hinsichtlich der Besitzverhältnisse nach wie vor mit dem Wintermühlenhof verbunden und gehört der Familie Streve-Mülhens.
Die Eintragung des Guts Pottscheid in die Denkmalliste der Stadt Königswinter erfolgte am 21. September 1989.

## Architektur
Das Gut Pottscheid weist einen H-förmigen Grundriss auf. Das ursprüngliche Wohnhaus liegt als zweigeschossiges Backsteingebäude mit Satteldach im Südosten des Komplexes und ist durch einen Verbindungstrakt (inkl. Tordurchgang) mit einem Stallgebäude verbunden. Das neuere Wohnhaus von 1923 ist ein zweigeschossiger walmgedeckter Putzbau, dessen Erdgeschoss aus Bruchstein besteht. Rückwärtig wird es durch einen dreigeschossigen Rundturm ebenfalls aus Bruchstein geprägt, der den Eingang aufnimmt.